# Mistrzostwa Panamerykańskie w Zapasach 2020
Mistrzostwa panamerykańskie w zapasach w 2020 roku zostały rozegrane w dniach 6–9 marca w Ottawie w Kanadzie na terenie Shaw Centre.

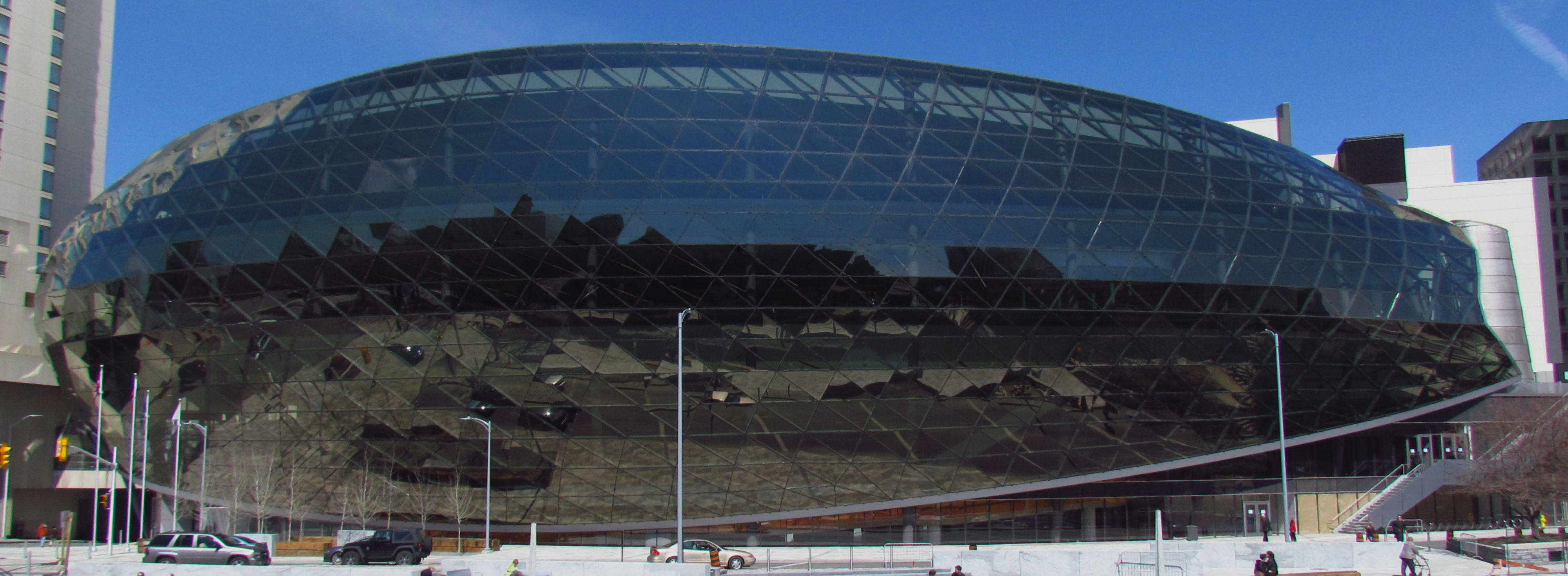
Shaw Center

## Tabela medalowa
Gospodarz zawodów został zaznaczony kolorem.
| Poz.    | Państwo           |    |    |    | Łącznie |
| 1       | Stany Zjednoczone | 15 | 5  | 4  | 24      |
| 2       | Kuba              | 5  | 3  | 3  | 11      |
| 3       | Kanada            | 2  | 6  | 5  | 13      |
| 4       | Brazylia          | 1  | 2  | 3  | 6       |
| 5       | Kolumbia          | 1  | 2  | 1  | 4       |
| 6       | Ekwador           | 1  | 1  | 1  | 3       |
| .       | Peru              | 1  | 1  | 1  | 3       |
| 8       | Jamajka           | 1  | 0  | 1  | 2       |
| 9       | Meksyk            | 0  | 3  | 1  | 4       |
| 10      | Portoryko         | 0  | 2  | 1  | 3       |
| 11      | Wenezuela         | 0  | 1  | 6  | 7       |
| 12      | Kostaryka         | 0  | 1  | 0  | 1       |
| 13      | Dominikana        | 0  | 0  | 4  | 4       |
| 14      | Argentyna         | 0  | 0  | 1  | 1       |
| .       | Chile             | 0  | 0  | 1  | 1       |
| .       | Gwatemala         | 0  | 0  | 1  | 1       |
| Łącznie | Łącznie           | 27 | 27 | 34 | 88      |

## Wyniki

### styl klasyczny
| Waga   | Złoto:            | Srebro:                 | Brąz:                                  |
| 55 kg  | Max Nowry         | Kieran Akhtar           | ----                                   |
| 60 kg  | Dicther Toro      | Leslie Fuenffiger       | Emerson Ordóñez Jancel Pimentel        |
| 67 kg  | Ismael Borrero    | Diego Martínez de Leija | Cristhian Rivas Alejandro Sancho       |
| 72 kg  | Raymond Bunker    | Joílson Júnior          | ----                                   |
| 77 kg  | Yosvanys Peña     | Pat Smith               | Wuileixis Rivas                        |
| 82 kg  | John Stefanowicz  | José Vargas Rueda       | Marciano Alí                           |
| 87 kg  | Josef Patrick Rau | Carlos Muñoz            | Lesyan Cousin Otomuro Ronisson Brandão |
| 97 kg  | G’Angelo Hancock  | Gabriel Rosillo         | Luillys Pérez                          |
| 130 kg | Ángel Pacheco     | Adam Coon               | Moisés Pérez Leo Santana               |

### styl wolny
| Waga   | Złoto:               | Srebro:              | Brąz:                             |
| 57 kg  | Reineri Andreu       | Pedro Mejías         | Juan Ramírez Darian Cruz          |
| 61 kg  | Tyler Graff          | Scott Schiller       | ----                              |
| 65 kg  | John Diakomihalis    | Mauricio Sánchez     | Agustín Destribats Sixto Aucapiña |
| 70 kg  | Anthony Ashnault     | Brandon Díaz         | Cruiz Manning                     |
| 74 kg  | Jordan Burroughs     | Franklin Gómez       | Geandry Garzón Anthony Montero    |
| 79 kg  | Jason Nolf           | Guseyn Ruslanzada    | Víctor Hernández Luna             |
| 86 kg  | Yurieski Torreblanca | Pool Ambrocio        | Alex Dieringer Clayton Pye        |
| 92 kg  | Angus Arthur         | Maxwell Lacey Garita | ----                              |
| 97 kg  | Kyle Snyder          | Reineris Salas       | Luis Pérez                        |
| 125 kg | Anthony Nelson       | Amarveer Dhesi       | Óscar Pino                        |

### kobiety styl wolny
| Waga  | Złoto:            | Srebro:            | Brąz:                               |
| 50 kg | Victoria Anthony  | Carolina Castillo  | Kamila Barbosa Jacqueline Mollocana |
| 53 kg | Luisa Valverde    | Jade Parsons       | Lienna Montero                      |
| 57 kg | Giullia Rodrigues | Hannah Taylor      | Betzabeth Sarco                     |
| 59 kg | Alexandria Town   | Nesmarie Rodríguez | Lauren Louive                       |
| 62 kg | Mallory Velte     | Laís Nunes         | Jessica Brouillette                 |
| 68 kg | Tamyra Mensah     | Yudaris Sánchez    | Olivia di Bacco María Acosta        |
| 72 kg | Janet Sobero      | Victoria Francis   | Shauna Kuebeck                      |
| 76 kg | Justina Di Stasio | Adeline Gray       | Andrea Olaya Aline Ferreira         |